# Meistaraflokkur 1946
La Meistaraflokkur 1946 fu la 35ª edizione del campionato di calcio islandese concluso con la vittoria del Fram al suo dodicesimo titolo.

## Formula
Il numero di squadre partecipanti passò da quattro a sei che si affrontarono in un turno di sola andata per un totale di cinque partite.

## Squadre partecipanti
| Club     | Città     | Posizione 1945     |
| -------- | --------- | ------------------ |
| Fram     | Reykjavík | 3°                 |
| KR       | Reykjavík | 2°                 |
| Valur    | Reykjavík | Campione d'Islanda |
| Víkingur | Reykjavík | 4°                 |
| ÍA       | Akranes   | non partecipante   |
| ÍBA      | Akureyri  | non partecipante   |

Tutti gli incontri si disputarono allo stadio Melavöllur, impianto situato nella capitale.

## Classifica finale
|                    | Pos. | Squadra  | Pt | G | V | N | P | GF | GS | DR |
| ------------------ | ---- | -------- | -- | - | - | - | - | -- | -- | -- |
| Islanda (bandiera) | 1.   | Fram     | 9  | 5 | 4 | 1 | 0 | 17 | 10 | +7 |
|                    | 2.   | KR       | 7  | 5 | 3 | 1 | 1 | 16 | 9  | +7 |
|                    | 3.   | Valur    | 7  | 5 | 3 | 1 | 1 | 11 | 7  | +4 |
|                    | 4.   | Víkingur | 3  | 5 | 0 | 3 | 2 | 11 | 15 | -4 |
|                    | 5.   | ÍA       | 2  | 5 | 0 | 2 | 3 | 6  | 13 | -7 |
|                    | 6.   | ÍBA      | 2  | 5 | 0 | 2 | 3 | 6  | 13 | -7 |

Legenda:

      Campione di Islanda
Note:

Due punti a vittoria, uno a pareggio, zero a sconfitta.

### Verdetti
- Fram Campione d'Islanda 1946.